# Eria acuminata
Eria acuminata är en orkidéart som först beskrevs av Carl Ludwig von Blume, och fick sitt nu gällande namn av John Lindley. Eria acuminata ingår i släktet Eria och familjen orkidéer. Inga underarter finns listade i Catalogue of Life.